# 敬愛小学校
敬愛小学校（けいあいしょうがっこう）は、福岡県北九州市門司区大里新町にある私立小学校。浄土真宗本願寺派の宗門校で龍谷総合学園に加盟。

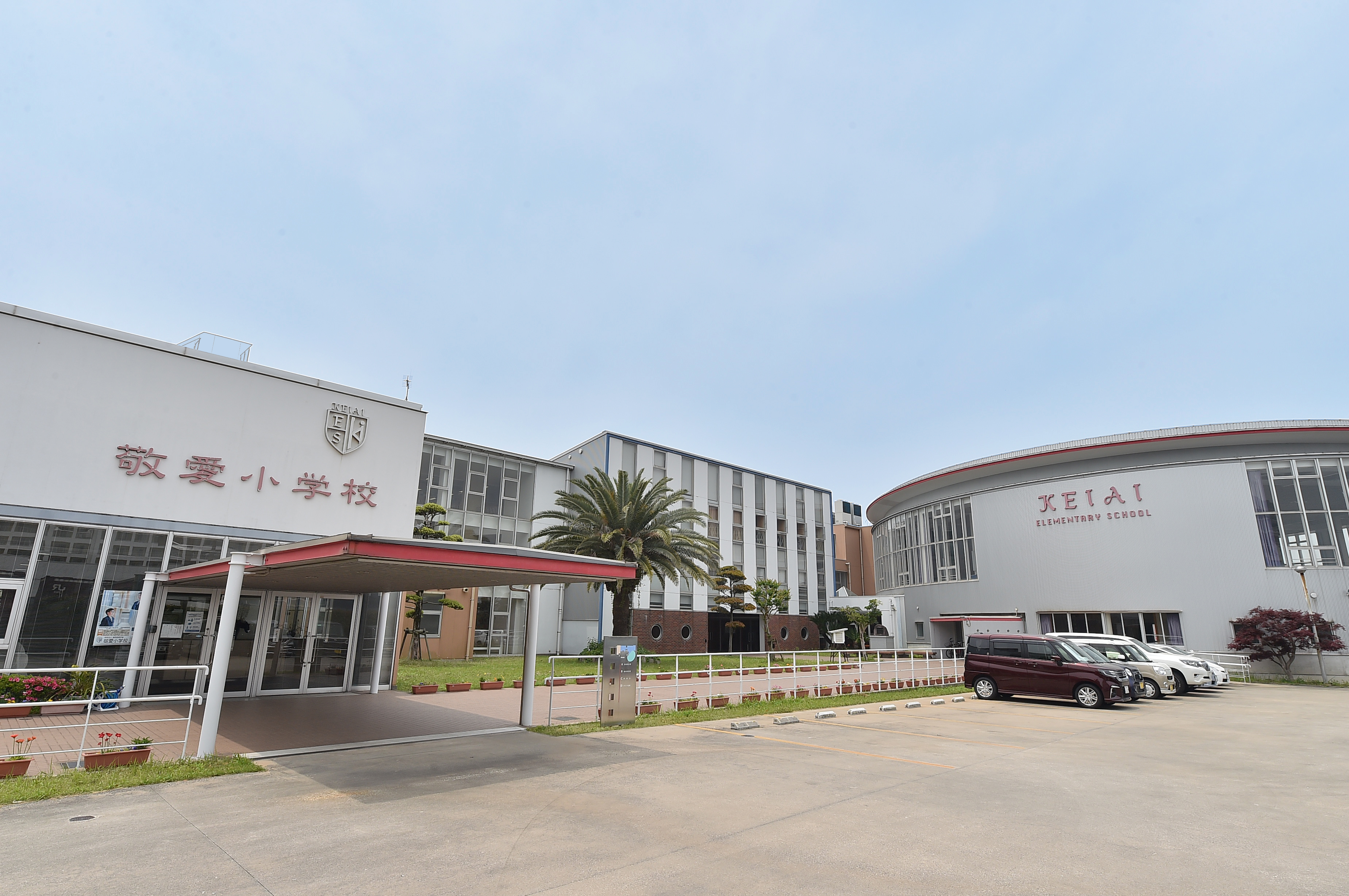

2014年4月から一人一台のiPadをBYOD形式で全国でも早い段階で導入した。ロイロノート社から2022年に全国初のロイロ認定校に指定される。
開校すぐに1年生からの英語授業に力をいれ、ネイティブ教師、日本人英語教師のティームティーチングに担任が加わり週3時間の授業を行なっている。2015年から英語のカリキュラムを一新し、Oxford University Pressの教材を活用し4技能（読む・聞く・書く・話す）の力の育成をめざす。2016年には、その同社からOxford Qualityの日本初の認定校に指定される。2023年2月現在、日本の小学校では唯一の認定校である。

## 沿革
- 1925年3月20日 - 藤井玄瀛、岡橋角之助、鎮西高等女学校設立を申請、認可。
- 1946年3月30日 - 鎮西高等女学校専攻科設置認可。
- 1947年2月28日 - 鎮西女子専門学校設置認可。
- 2003年4月1日 - 敬愛小学校開校。
- 2014年4月1日 - 一人一台のiPad導入
- 2016年4月 - Oxord Quality　日本初認定校
- 2018年 - 合唱部NHK全国学校音楽コンクール　福岡県大会金賞　九州大会初出場
- 2020年 - 第一回KEIAI EXPO開催
- 2022年10月1日 - ICT公開研修会開催（全国より参加）

## 交通
最寄りの鉄道駅は、JR鹿児島本線門司駅。西鉄バスのバス停は新町。